# Клонмор (Карлоу)
Клонмор (англ. Clonmore; ирл. Chluain Mhór, «большой луг Могу») — деревня в Ирландии, находится в графстве Карлоу (провинция Ленстер). Население — 461 человек (по переписи 2002 года).
Поселение было создано в честь Святого Могу, который в 530 году основал здесь религиозную общину и монастырь. Важная достопримечательность деревни — замок, упоминаний о котором не встречается до XIV века, но форма которого показывает, что он, скорее всего, был построен в конце XIII века. Замок трижды капитулировал; в нынешние времена большая его часть разобрана для освобождения места под прилегающие постройки.